# Arnaud Gauthier-Rat
Arnaud Gauthier-Rat (Saint-Maurice, 22 de outubro de 1996) é ex-voleibolista indoor e atualmente jogador de vôlei de praia francês, conquistou  a medalha de prata no Campeonato Europeu Sub-20 de 2015 no Chipre, também a medalha de bronze no Campeonato Europeu Sub-22 em 2016 na Grécia, sendo semifinalista na edição de 2017 na Áustria.

## Carreira
Ele é oriundo de uma família de esportistas,  neto do ex-baquetebolista internacional Michel Rat, seus pais praticantes de vôlei, e sua irmã mais velha Marion Gauthier-Rat  que atuava na posição de central na seleção francesa e foi capitã do Nantes até o ano de 2019  quando se retirou do voleibol indoor. Ele praticou o Tênis de mesa em um clube local e aos 15 anos que iniciou numa quadra de vôlei em Charenton-le-Pont e evoluiu rapidamente que no fim do ano  já estava no centro de treinamento em Châtenay-Malabry, antes de passar para o CNVB (Centro Nacional de Voleibol), no qual esteve na companhia de bons valores como Stéphen Boyer, Jean Patry, Timothée Carle, Luka Basic, Barthélémy Chinenyeze e Daryl Bultor, e paralelamente praticava o vôlei de praia no verão e nas férias, depois fez a escolha e ingressou na divisão de praia da França em Toulouse.
Formou dupla com Arnaud Loiseau, foram terceiro colocados no campeonato nacional, e terminaram na quinta posição no Campeonato Mundial Sub-19 de 2014 no Porto e nono lugar no Campeonato Europeu Sub-20 em Cesenatico.Juntos na temporada em 2015, conquistou a medalha de prata no Campeonato Europeu Sub-20 em Lárnaca e em 2016 disputaram o Campeonato Europeu Sub-22 terminando com a medalha de bronzeSalonica e no mesmo ano terminaram na nona posição no Mundial Sub-21 em Lucerna.
Em 2017,a dupla estreava no circuito mundial, participaram do torneio três estrelas de Quis (Irão) e finalizaram na nona posição, já no Campeonato Europeu Sub-22 em Baden terminaram na quarta colocação, depois, mudou de parceria devido a lesão do ombro e cirurgia do companheiro de dupla e compete ao lado de Maxime Thiercy e obtiveram ainda em 2017 , o quinto lugar no torneio uma estrela de Aalsmeer e também no torneio duas estrelas de Sydney. Em 2018, disputaram o Campeonato Europeu de Haia, finalizando na décima sétima posição e ainda conquistaram o quinto lugar no torneio uma estrela de Montpellier.
Ainda em 2018, passou a competir com Quincy Aye disputaram quando disputaram etapas válidas do circuito mundial de 2019, depois, em 2019, conquistaram o segundo lugar na Continental Cup, obtiveram a medalha de prata no torneio uma estrela de Montpellier, terminaram em nono no Finals de Roma, foram campeões nacionais. Terminaram na nona posição no Campeonato Europeu de 2020 em Jūrmala na edição de 2021 em Viena finalizaram na décima sétima posição e obtiveram o ouro no torneio uma estrela de Montpellier.
Em 2022 passa atuar com Youssef Krou disputando o Challenge de Itapema, neste alcançou o quinto lugar, e os nonos lugares em Doha e Kuşadası, disputaram a edição do Campeonato Mundial de 2022 em Roma alcançando o décimo sétimo lugar, depois, conquistaram a etapa de  do Elite 16 do Circuito Mundial.Em 2023 foram vice-campeões do Challenge de Itapema e terceiro colocados no Future de Lille.

## Títulos e resultados
- Elite 16 de Torquay do Circuito Mundial de Vôlei de Praia de 2022
- 1* de Montpellier do Circuito Mundial de Vôlei de Praia de 2021
- Future de Montpellier do Circuito Mundial de Vôlei de Praia de 2023
- Challenge de Itapema do Circuito Mundial de Vôlei de Praia de 2023
- 1* de Montpellier do Circuito Mundial de Vôlei de Praia de 2019
- Future de Lille do Circuito Mundial de Vôlei de Praia de 2023
- Campeonato Europeu Sub-22 de 2017
- Campeonato Francês:2019
- Campeonato Francês:2015